# Big Boys
Big Boys és una sèrie de televisió britànica de comèdia de situació creada i escrita per Jack Rooke, emesa per primera vegada a Channel 4 i disponible a All 4 des del 26 de maig de 2022. És protagonitzada per Dylan Llewellyn i Jon Pointing com a estudiants universitaris de primer curs que conviuen, ambientat el 2013. La història s'explica des del punt de vista del personatge de Llewellyn, en Jack, en una versió semibiogràfica del mateix Rooke, que narra la sèrie, mentre es recupera de la mort del pare i explora la seva sexualitat per primera vegada. S'ha subtitulat al català per a FilminCAT.
La sèrie es va renovar per a una segona temporada l'agost de 2022, que es va començar a rodar el maig de 2023. Ambientada durant el curs 2014-2015, es va començar a emetre el 14 de gener de 2024.

## Producció
El novembre de 2020 es va anunciar la posada en marxa del programa, després d'un pilot que es va rodar al voltant de 2018.
La sèrie es basa en els espectacles teatrals de comèdia de Rooke Good Grief, Happy Hour i Love Letters. Rooke va dir que la sèrie era semiautobiogràfica; quan se li va preguntar "qunta veritat" tenia la sèrie, Rooke va comentar que era "un cinquanta-cinquanta".